# Connellia nahoumii
Espèce
Connellia nahoumii est une espèce de plante de la famille des Bromeliaceae originaire du Brésil.